# 桃園高中車站
桃園高中車站，時刻表簡稱桃中，是一個曾經存在於台灣桃園縣桃園市（今桃園市桃園區）的已廢鐵路車站，是臺灣鐵路管理局（臺鐵）已廢線的林口線和桃園捷運橘線車站。本站是為配合「桃林鐵路」（由桃園縣政府經營、利用林口線既有路線增設客運設施之後提供的免費客運接駁服務）的開辦而於2005年時新設的簡易客運車站之一，但隨著林口線於2012年底廢線而一同結束營業。車站名稱源自僅有一牆之隔的桃園高中，而除了該所學校的學生外，附近居民亦經常使用。

## 車站構造

### 臺鐵林口線
- 平面岸式月台一座，單線路軌，為方便連絡其兩側之成功路與虎頭山腳社區與市場，月台兩側採斜坡式，機車、單車亦可通行。

### 桃園捷運橘線
- 預定設高架車站。

## 營運狀況

### 臺鐵林口線
- 本站為客運專用車站。在桃林鐵路營運期間，本站是以鄰近之桃園高中地區的學生之通勤屢次作為主要客源。

### 桃園捷運橘線
- 尚未通車，規劃中。

## 車站週邊
- 南崁溪
- 虎頭山
- 桃園孔子廟
- 桃園市立桃園高級中等學校
- 桃園市忠烈祠（原桃園神社）
- 桃園榮民醫院
- 退輔會職訓中心

## 歷史

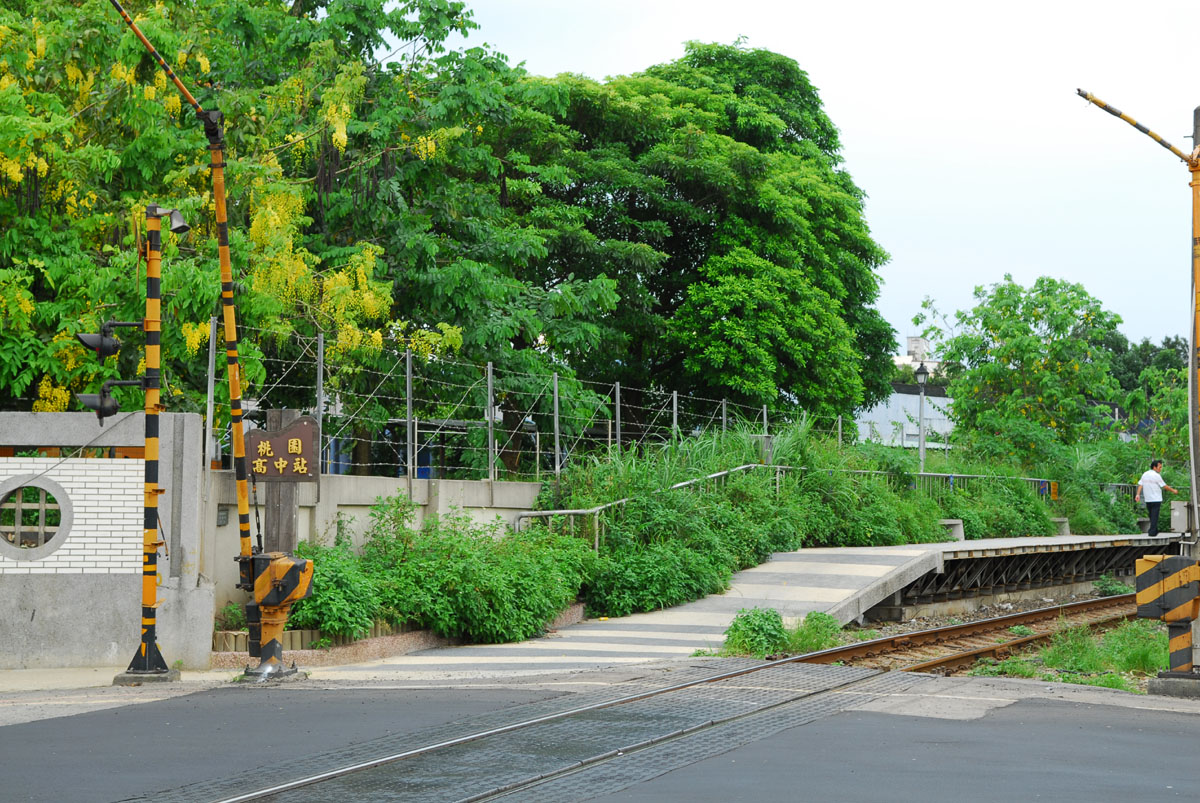
2007年的桃園高中車站

- 2005年10月27日：在桃園車站舉行通車典禮至本站折返。
- 2005年10月28日：正式通車，站名取自鄰近學校桃園高中。
- 2012年12月28日：隨者林口線停駛而廢止。

### 預定時程
- 2038年：橘線山仔頂站－桃園巨蛋站啟用。

## 軼事
本站在設站初期，曾以其六個字的站名名列臺鐵旗下所有車站裡站名最長的一座，直到2011年長榮大學車站啟用後，才出現第二座六字名的臺鐵車站。
該站也曾是臺鐵唯一以高中命名的車站。

## 鄰近車站

桃園高中車站站名牌

- 廢止營運模式

- 未來營運模式